# Pedro Ocón de Oro
Pedro Ocón de Oro (Madrid, 1932 - Madrid, 27 juni 1999) was een Spaanse puzzelmaker. Zijn Spaanse puzzels werden gepubliceerd in boeken en in de krant ABC.

## Biografie
Pedro Ocón de Oro leerde steno en typen, maar deed geen vervolgstudie. Zijn eerste baan was stenograaf.
Toen hij nog maar 16 jaar oud was, won hij de kruiswoordpuzzelwedstrijd van het dagblad Madrid, en datzelfde jaar 1948 bedacht hij de puzzelsoort jeroglífico (hiëroglief) en begon hij zijn eigen spelletjes en puzzels te ontwerpen. Tot de vele bedachte opgaven en puzzelsoorten behoorde in de jaren 1960 de Sopa de letras (lettersoep). De puzzel werd later bekend als Woordzoeker of speurpuzzel. Het oconograma, het cuadrograma (vergelijkbaar net droedels en de beeldpuzzels van Dr. Denker) en de ‘transfusión de letras’ werden door hem bedacht.
Zijn creaties werden gepubliceerd in tal van Spaanse en Latijns-Amerikaanse kranten, evenals in de vier bladen waarvan hij zelf de redacteur was: Pasatiempos de Oro (1958), Crucigramas Oconoro (1968), Sopa de letras (1976) en Juegosramas. Hij bleef actief tot zijn veertigste jaar. Zijn werk werd voortgezet door zijn dochters Chelo en Paloma.